# Encefalomielite acuta disseminata
La locuzione encefalomielite acuta disseminata (in sigla EAD; ADEM dall'inglese Acute Disseminated Encephalo-Myelitis) identifica un quadro sindromico a decorso monofasico, ad eziologia autoimmune, caratterizzato da un processo infiammatorio e demielinizzante che investe il sistema nervoso centrale e talora il sistema nervoso periferico.

## Epidemiologia
L'encefalomielite acuta disseminata colpisce prevalentemente bambini di età compresa tra i 5 e gli 8 anni. L'incidenza resta tuttavia bassa, attestata intorno agli 8 casi per milione di abitanti. La mortalità è piuttosto alta, intorno al 5%, benché in circa il 70-90% dei casi permangano esiti quali ritardo nello sviluppo psicomotorio o sviluppo di crisi epilettiche.

## Eziologia e patogenesi
Dal punto di vista eziopatologico, viene distinta un'encefalomielite acuta disseminata post-infettiva e un'encefalomielite acuta disseminata post-vaccinica

### Encefalomielite acuta disseminata post-infettiva
In circa 1 caso su 4 000-10 000, la EAD segue ad un'infezione sostenuta dal virus della varicella. Anche in corso di morbillo (1 caso ogni 500-1000 soggetti) si possono avere complicazioni neurologiche. Più raramente, la EAD segue ad infezioni sostenute dal virus selvaggi della rosolia, della parotite, della mononucleosi infettiva, dell'epatite A, dell'influenza, coxsackievirus e da infezioni da Mycoplasma
Come meccanismi biologici sono stati ipotizzati sia un ruolo diretto di questi agenti patogeni nel danneggiare la mielina, sia una reazione di tipo autoimmune dovuta a un mimetismo molecolare, ossia un attacco da parte del sistema immunitario verso antigeni della mielina simili a quelli dei microrganismi contro i quali sta lottando.

### Encefalomielite acuta disseminata post-vaccinica
All'ormai inutilizzato vaccino di Semple per la rabbia si associava causalmente un rischio di sviluppo di EAD ; nel caso di altri vaccini (incluso quello per la rabbia attualmente in uso) tale associazione è solo temporale.
Infatti, benché siano state riportate solo sporadiche osservazioni, di eccezionale rarità, di EAD successive nel tempo alla somministrazione di vaccini, non si può chiaramente individuare un rapporto di causalità, anzitutto in ragione del fatto che non è stato possibile escludere che il soggetto vaccinato non albergasse altri microrganismi.

## Anatomia patologica
Tipico è il quadro di infiltrazione perivenulare costituito prevalentemente da cellule mononucleate quali linfociti e macrofagi (carichi di lipidi) associato ad edema ed aree di demielinizzazione, con relativo risparmio degli assoni. Talora, nelle fasi iniziali è possibile il riscontro di polimorfonucleati, segno di infiammazione acuta.

## Profilo clinico
La malattia esordisce improvvisamente, con segni di sofferenza neurologica che raggiungono il parossismo nel giro di pochi giorni. Talora, nei casi post-infettivi, la sintomatologia neurologica può essere preceduta da febbre, cefalea, astenia e segni meningei, quali rigidità del capo, fotofobia, dolore alle articolazioni e vomito a getto (ovvero, non preceduto da nausea). I sintomi e segni clinici sono variabili in base al distretto colpito. In particolare:
- Interessamento sottocorticale: disturbi della sensibilità ed emiparesi
- Interessamento dei nervi cranici: simultaneo interessamento dei nervi ottici, disturbi del visus
- Interessamento del midollo spinale: incontinenza, paraparesi
- Interessamento dei nuclei della base: movimenti còreiformi
- Interessamento del cervelletto: atassia, instabilità posturale

Le manifestazioni persistono per giorni o settimane e, benché sia rara la cronicizzazione del quadro clinico, la completa remissione è probabile.

## Profilo diagnostico
La diagnosi è soprattutto clinica; sintomi e segni sopra descritti, che compaiono dopo vaccinazione o infezione virale, ad andamento monofasico, sono reperti molto suggestivi di EAD. La diagnosi viene confermata dalla risonanza magnetica nucleare e dall'esame del liquido cefalo-rachidiano. La risonanza è infatti in grado di dimostrare, soprattutto nelle sequenze T2 e FLAIR pesate, il processo infiammatorio a carico della sostanza bianca cerebrale. L'analisi del liquido cefalo-rachidiano dimostra la marcata pleiocitosi e il modesto incremento delle proteine (circa 50–150 mg/dl), elementi che differenziano la EAD dalla sclerosi multipla; quest'ultima infatti, oltre a differenziarsi per non avere un decorso monofasico, si caratterizza per la minima pleiocitosi (meno di 50 cellule per millimetro cubo) e per l'assenza di proteine (ad eccetto della sintesi intratecale di immunoglobuline caratteristiche della sclerosi).

## Terapia
L'approccio nella manifestazione acuta deve avvalersi di corticosteroidi ad alte dosi, come il metilprednisolone in dispensazione endovenosa e di presidi di assistenza avanzata. È stato inoltre provato che l'infusione di immunoglobuline può migliorare la prognosi della EAD, soprattutto in associazione con i corticosteroidi.